# الحديقة الوطنية بالشعانبي
الحديقة الوطنية بالشعانبي هي حديقة وطنية تونسية تقع في الوسط الغربي للبلاد، وتحديدا في ولاية القصرين. تبلغ مساحتها 6723 هكتارا، وبها أعلى قمّة في تونس، وهي قمّة جبل الشعانبي على ارتفاع 1544م. منذ سنة 1977، اعتبرت منظمة الأمم المتحدة للتربية والثقافة والعلوم (يونسكو) هذه الرّقعة من الأرض التونسية محميّة للمحيط الحيويّ. وفي ديسمبر 1980 أصبحت حديقة وطنية بمقتضى أمر رئاسيّ.

## خصائصها

### الغطاء النباتي

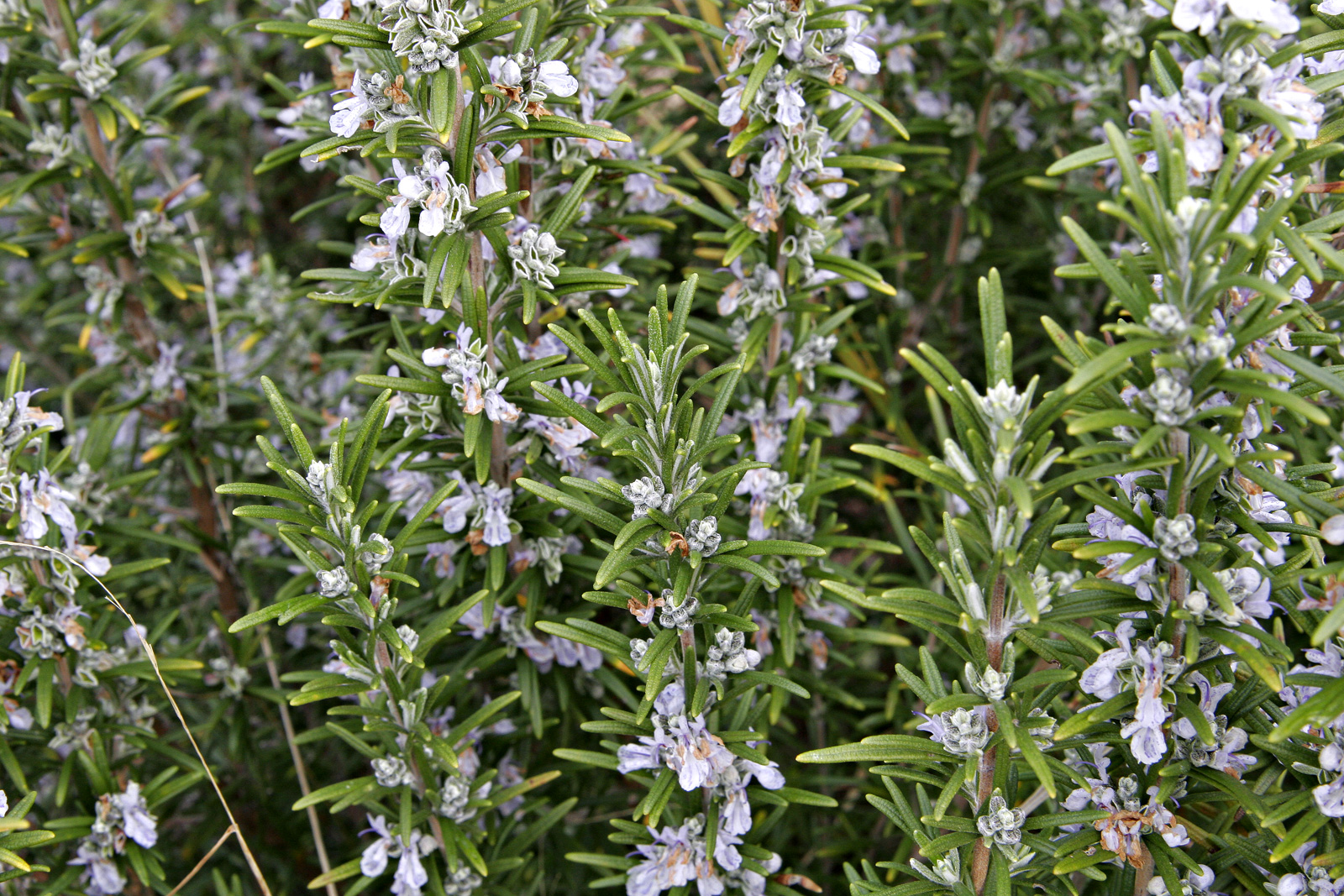
إكليل الجبل.

تضمّ الحديقة الوطنية بالشعانبي 262 جنسا نباتيّا. وأكثر هذه النّباتات انتشارا هي أشجار البلوط الأخضر الّتي تهيمن على المرتفعات الّتي تتجاوز 1100م، وأشجار الصنوبر الحلبي (الّذي يعرف في تونس بالزّقوقو) في مساحة شاسعة من سفح الجبل بين ارتفاع 900م و1100م، والحلفاء[ ؟ ] الّتي تنتشر بكثرة في المناطق الّتي يقلّ ارتفاعها عن 900م. ومن الأجناس الأخرى المتواجدة بكثرة في الحديقة كذلك نذكر اللاذن والعرعر الفينيقي وإكليل الجبل.

### الثروة الحيوانية
تأوي الحديقة أجناسا حيوانية متنوعة :

#### الثدييات
يوجد في الحديقة الوطنية بالشعانبي 24 نوعا من الثدييات، أكبرها الضبع المخطط الّذي يعيش في جحور يحفرها في المنحدرات الصخريّة على الجهة الجنوبيّة من جبل الشعانبي، وأكثرها انتشارا الخنزير البري والشيهم وابن آوى والثعلب والقط البري.
وفي سنة 1987، تمّ إعادة الأرويّة المغاربيّة[ ؟ ] إلى الحديقة بعد أن كانت قد انقرضت من المنطقة في 1960.

##### غزال الجبل

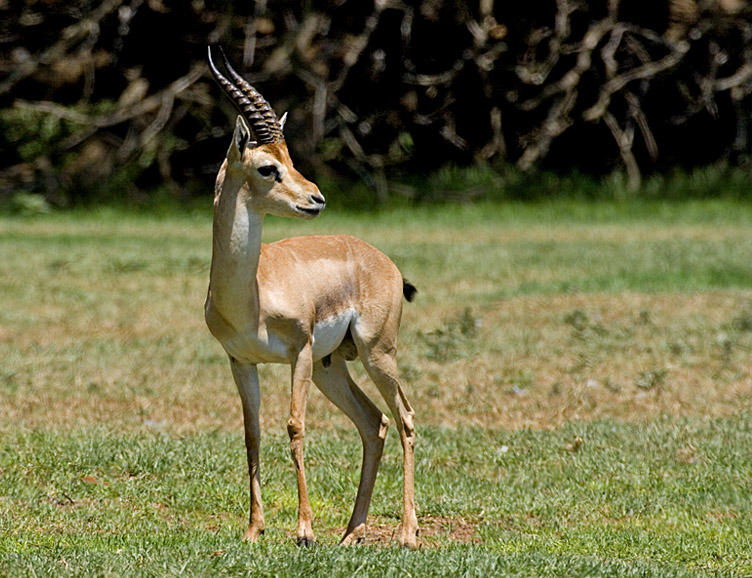
غزال الجبل.

ومن بين كلّ الحيوانات الموجودة في الحديقة، يعتبر غزال الجبل الثّدييّ الوحيد المميّز لها، فهذا الغزال الّذي يعتبر أكبر أنواع الغزلان الموجودة في تونس قد شارف على الانقراض في أواسط القرن العشرين، حتّى أنّه لم يبق منه سوى 3 رؤوس بالحديقة في سنة 1955، ولكنّ الحديقة نجحت في حمايته وفي تكاثره.

#### الزّواحف والبرمئيّات
من أهمّ الزّواحف الّتي تعيش في الحديقة الوطنيّة بالشّعانبي مجموعة من العظاءات الإسبانية مستقرّة بأعلى الجبل. وتعيش بها كذلك بعض الثّعابين كالثّعبان الخضاري والحية ذات العمامة وبأعداد أقلّ الكوبرا المصرية.
كما توجد بالحديقة بعض أنواع البرمائيات أهمّها علجوم موريطانيا والعلجوم الأخضر، ويعتبر هذا الأخير من الأنواع الهشّة.

#### الطّيور
في فصلي الرّبيع والخريف، تمرّ أعداد مهمّة من عديد الأنواع من الطّيور المهاجرة بالحديقة، وتستغلّها للرّاحة. وأهمّ هذه الطّيور السّاف والرخمة والصّرارة وعقاب بونلي والشاهين والعقاب الملكي، وبصفة أندر النّسر آكل اللّحوم الّذي كان يعشّش في الحديقة في الماضي.
وعلاوة على الطّيور المهاجرة، تستوطن الحديقة أنواع عديدة أخرى مقيمة كالباز الّذي يقتات على العصفور الدوري، وطائر الحجل والحمام[ ؟ ] واليمام الموجودين بكثرة، والسمان والهدهد وبرقش الأشجار.

##### الهزار
أمّا الطّائر المميّز للحديقة فهو بلا شكّ الهزار الّذي يعرف كذلك بمصلب الصّنوبر أو بصاحب المنقار المتقاطع أو ببومقصّ في اللّهجة المحليّة. وينتمي هذا الطّائر المميّز لفصيلة الشرشوريات، ويعيش في غابات الصنوبر الحلبي، إذ أنّه يتغذّى على حبوب الصنوبر الّتي يستخرجها من ثماره الصّلبة بفضل فكّيه الملتويين والمتقاطعين في طرفيهما الّذين خلقا خصّيصا لهذا العمل.

### المنشآت
عدا الحياة البرّيّة، تحتوي الحديقة كذلك على متحف بيئيّ، ويعمل بها 35 حارسا و40 عاملا يسهرون على استقرارها. كما يوجد فيها آثار لحياة بشريّة سابقة وجدت في المنطقة أهمّها معاصر زيت قديمة ومنجم رصاص.

## مواضيع ذات صلة
- جبل الشعانبي
- ولاية القصرين